# WCW Battlebowl
Battlebowl fue un único evento emitido por PPV de lucha libre profesional producido por la World Championship Wrestling. Estuvo hecha de peleas por equipos en los cuales los miembros eran elegidos al azar en la "Lethal Lottery" y un equipo tenía que trabajar junto para avanzar a la Battlebowl Battle Royal. Unas versiones previas de Battlebowl tuvieron lugar en Starrcade de 1991 y 1992. Tuvo lugar el 20 de noviembre de 1993 en el Pensacola Civic Center en Pensacola, Florida. La última Battlebowl fue en Slamboree 1996 bajo el nombre de Lord of the Ring.

## Resultados
- Vader y Cactus Jack (c/Harley Race) derrotaron a Charlie Norris y Kane (7:34)
  - Vader cubrió a Norris.
- Brian Knobbs y Johnny B. Badd (c/Missy Hyatt) derrotaron a Erik Watts y Paul Roma (12:56)
  - Knobbs cubrió a Watts.
- The Shockmaster y Paul Orndorff (c/The Masked Assassin) derrotaron a Ricky Steamboat y Lord Steven Regal (c/Sir William) (12:26)
  - Shockmaster cubrió a Regal.
- King Kong y Dustin Rhodes derrotaron a The Equalizer y Awesome Kong (5:55)
  - Rhodes cubrió a Awesome Kong.
- Sting y Jerry Sags (c/Missy Hyatt) derrotaron a Ron Simmons y Keith Cole (13:14)
  - Sags cubrió a Cole.
- Ric Flair y Steve Austin (c/Col. Robert Parker y Fifi) derrotaron a 2 Cold Scorpio y Maxx Payne (14:31)
  - Flair forzó a Payne a rendirse.
- Rick Rude y Shanghai Pierce derrotaron a Tex Slazenger y Marcus Bagwell (14:50)
  - Rude cubrió a Slazenger.
- Road Warrior Hawk y Rip Rogers derrotaron a Davey Boy Smith y Kole (7:55)
  - Rogers cubrió a Kole.
- Vader ganó la Battlebowl Battle royal (25:33)
  - Los otros participantes que fueron los ganadores de las peleas por equipos fueron: Steve Austin, Johnny B. Badd, Cactus Jack, Ric Flair, Brian Knobbs, King Kong, Paul Orndorff, Shanghai Pierce, Dustin Rhodes, Road Warrior Hawk, Rip Rogers, Rick Rude, Jerry Sags, The Shockmaster y Sting.